# Maskarenenpapegaai
De maskarenenpapegaai (Mascarinus mascarinus) is een uitgestorven papegaaiensoort die voor het laatst werd waargenomen in 1834 op het eiland Réunion (behorend tot de Mascarenenarchipel). Het laatst levend exemplaar was in bezit van de koning van Beieren (tot zeker 1834). De soort was in het wild reeds uitgestorven.